# Леонардо да Винчи (Венеција)
Леонардо да Винчи је насеље у Италији у округу Венеција, региону Венето.
Према процени из 2011. у насељу је живело 60 становника. Насеље се налази на надморској висини од 7 м.